# Cortusa
Cortusa es un género de plantas de la familia de las primuláceas.  Comprende 20 especies descritas y de estas, solo 4 aceptadas.

## Taxonomía
El género fue descrito por Carlos Linneo y publicado en Species Plantarum 1: 144. 1753. La especie tipo es: Cortusa matthioli L.	

## Especies aceptadas
A continuación se brinda un listado de las especies del género Cortusa aceptadas hasta noviembre de 2013, ordenadas alfabéticamente. Para cada una se indica el nombre binomial seguido del autor, abreviado según las convenciones y usos.
- Cortusa brotheri Pax ex Lipsky
- Cortusa discolor Vorosch. & Gorovoj
- Cortusa matthioli L.
- Cortusa sibirica Andrz.